# Alchemilla chilitricha
Alchemilla chilitricha är en rosväxtart som beskrevs av A. Plocek. Alchemilla chilitricha ingår i släktet daggkåpor, och familjen rosväxter. Inga underarter finns listade i Catalogue of Life.